# Ephedra chilensis
Ephedra chilensis là một loài thực vật hạt trần trong họ Ephedraceae. Loài này được C.Presl mô tả khoa học đầu tiên năm 1845.